# Madrid-Marathon
Der Madrid-Marathon (span. Maratón de Madrid) ist ein Marathon in Madrid, der seit 1978 stattfindet, zunächst im Mai, seit 1983 im April. Bis 2007 einschließlich war er der größte Marathon Spaniens, ehe er 2008 von jenem in Barcelona abgelöst wurde. 2010 wurde die Veranstaltung durch einen 10-km-Lauf ergänzt, dessen Erstaustragung Haile Gebrselassie in 28:56 min gewann. 2013 kam ein Halbmarathon hinzu. Der 10-Kilometer-Lauf findet zeitversetzt statt, die Marathon- und Halbmarathonläufer teilen sich hingegen einen großen Teil der Strecke. Seit 2017 ist der Madrid Marathon mit dem Road Race Gold-Labels der World Athletics ausgezeichnet.
Der Start ist auf der nördlich der Metro-Station Colón und führt zunächst über den Paseo de la Castellana nach Norden, vorbei am Santiago-Bernabéu-Stadion von Real Madrid und den Zwillingstürmen der Puerta de Europa an der Plaza Castilla zum nördlichsten Punkt der Strecke an der Torre Cepsa. Nach einer kurzen Schleife kehren die Läufer zur Plaza de Castilla zurück und biegen in die Straße Bravo Murillo und das Viertel Tetuán ein. Am Platz Cuatro Caminos geht es wieder in Richtung Business-Viertel am Paseo de la Castellana, der über eine Brücke überquert wird. Es geht über die Serrano-Straße, eine der teuersten Einkaufsstraßen der spanischen Hauptstadt, auf den Paseo Eduardo Dato zu, an dem die Halbmarathonläufer geradeaus weiter laufen. Die Marathonläufer biegen rechts ab, erneut über eine Brücke über den Paseo de la Castellana und die Calle Almagro in Richtung Alonso-Martínez-Platz. Dort schlägt der Kurs eine recht enge Rechtskurve in die Santa-Engracia-Straße bis zu einem alten Trinkwasserspeicher der regionalen Wasserwerke Canal de Isabel II. Von dort kehren die Läufer zurück zur Bravo-Murillo- und San-Bernardo-Straße bis zur Prachtmeile Gran Vía. Auf dieser bleiben die Läufer nur wenige Meter, es geht nun in eine Einkaufszone zum emblematischen Platz Puerta del Sol und von dort durch die Altstadt am alten Rathaus an der Plaza de la Villa vorbei in Richtung Palacio Real. Zwischen dem Königspalast und dem Opernhaus Teatro Real vorbei geht es wieder in Richtung Norden in den Parque del Oeste hinunter. Parallel zum Manzanares (Jarama) entlang des Paseo de la Florida geht es bis zum Bahnhof Príncipe Pio, dem alten Nordbahnhof Madrids, wo die Läufer über den Fluss in den Park Casa de Campo (Park) hineinlaufen. Es geht vorbei an einem See, an einer alten Allee entlang, bis der Kurs wieder über eine Rampe hinunter in Richtung Fluss führt. An der Brücke Puente de San Isidro geht es erneut über den Fluss, das alte Estadio Vicente Calderón von Atlético Madrid in Sichtweite. Es geht zurück in Richtung Segovia-Straße. Nun beginnt ein kontinuierlicher Anstieg bei km 36 von 576 Höhenmetern auf bis zu 630 Höhenmeter im Ziel. Es geht über den Paseo Imperial und die Plätze Pirámides und Embajadores bis vor den Bahnhof Madrid Atocha und dann links bis zum Ziel südlich vom Plaza de Cibeles.
Die Veranstalter versuchten 2014, die Strecke ein wenig zu entschärfen und änderten deren Verlauf. Das Profil des Kurses ist für einen Stadtmarathon aber immer noch recht wellig, insgesamt sind ca. 300 Höhenmeter zu bewältigen. Der höchste Punkt liegt bei 732 Höhenmetern, der niedrigste bei 572 Höhenmetern.
Am 28. Oktober 2001 wurde in Madrid ein Millennium Marathon ausgetragen. Bei dieser einmaligen Veranstaltung siegten der Italiener Stefano Baldini in 2:09:59 und die Äthiopierin Fatuma Roba in 2:28:33.

## Statistik

### Streckenrekorde
- Männer: 2:08:18 h, Reuben Kiprop Kerio (KEN), 2019
- Frauen: 2:24:37 h, Siranesh Yirga (ETH), 2022

### Siegerliste
Quellen: Website des Veranstalters, ARRS, AIMS

| Datum         | Männer                    | Nation             | Zeit    | Frauen                     | Nation                 | Zeit    |
| ------------- | ------------------------- | ------------------ | ------- | -------------------------- | ---------------------- | ------- |
| 27. Apr. 2025 |                           |                    |         |                            |                        |         |
| 28. Apr. 2024 |                           |                    |         |                            |                        |         |
| 23. Apr. 2023 |                           |                    |         |                            |                        |         |
| 24. Apr. 2022 | Abdela Godana             | Äthiopien          | 2:08:44 | Siranesh Yirga             | Äthiopien              | 2:24:37 |
| 26. Sep. 2021 | Abdela Godana             | Äthiopien          | 2:10:14 | Kasu Bitew                 | Äthiopien              | 2:29:08 |
| 27. Apr. 2019 | Reuben Kiprop Kerio       | Kenia              | 2:08:18 | Shasho Insermu             | Äthiopien              | 2:26:24 |
| 22. Apr. 2018 | Eliud Kiplagat            | Kenia              | 2:10:15 | Valentine Kipketer         | Kenia                  | 2:30:40 |
| 23. Apr. 2017 | Bonsa Dida                | Äthiopien          | 2:10:16 | Elizabeth Rumokol          | Kenia                  | 2:33:55 |
| 24. Apr. 2016 | Peter Kiplagat Chebet     | Kenia              | 2:11:44 | Askale Alemayehu           | Äthiopien              | 2:33:08 |
| 26. Apr. 2015 | Ezekiel Kiptoo Chebii -2- | Kenia              | 2:12:00 | Monica Jepkoech            | Kenia                  | 2:33:42 |
| 27. Apr. 2014 | Ezekiel Kiptoo Chebii     | Kenia              | 2:09:15 | Fikre Kifle Alem           | Äthiopien              | 2:32:11 |
| 28. Apr. 2013 | Francis Kipkorir Kiprop   | Kenia              | 2:10:37 | Vanessa Veiga Comesaña     | Spanien                | 2:36:38 |
| 22. Apr. 2012 | Patrick Korir             | Kenia              | 2:12:07 | Margaret Agai              | Kenia                  | 2:32:23 |
| 17. Apr. 2011 | Moses Kimeli Arusei       | Kenia              | 2:10:58 | Desta Girma -2-            | Äthiopien              | 2:35:28 |
| 25. Apr. 2010 | Thomson Kibet Cherogony   | Kenia              | 2:11:27 | Desta Girma                | Äthiopien              | 2:34:39 |
| 26. Apr. 2009 | Khalid Kamal Yaseen       | Bahrain            | 2:14:31 | Mehtap Doğan-Sızmaz        | Türkei                 | 2:32:04 |
| 27. Apr. 2008 | José Manuel Martínez      | Spanien            | 2:12:42 | Nguriatukei Rael Kiyara    | Kenia                  | 2:36:15 |
| 22. Apr. 2007 | Jonathan Kipkosgei Kibet  | Kenia              | 2:12:42 | Pauline Chepkorir          | Kenia                  | 2:48:46 |
| 30. Apr. 2006 | Joseph Ngolepus           | Kenia              | 2:11:30 | Banuelia Katesigwa         | Tansania               | 2:34:54 |
| 24. Apr. 2005 | Daniel Rono               | Kenia              | 2:12:29 | Larissa Malikowa           | Russland               | 2:33:27 |
| 25. Apr. 2004 | Joseph Kahugu             | Kenia              | 2:15:14 | Florence Barsosio          | Kenia                  | 2:34:10 |
| 27. Apr. 2003 | Henry Tarus               | Kenia              | 2:12:42 | Ruth Kutol                 | Kenia                  | 2:34:41 |
| 28. Apr. 2002 | Daniel Kirwa Too          | Kenia              | 2:16:11 | Mariela González -2-       | Kuba                   | 2:50:49 |
| 29. Apr. 2001 | José Ramón Rey            | Spanien            | 2:19:12 | Mariela González           | Kuba                   | 2:44:18 |
| 30. Apr. 2000 | John Miaka                | Kenia              | 2:16:05 | Marina Piljawina           | Russland               | 2:39:33 |
| 25. Apr. 1999 | Thomas Magut              | Kenia              | 2:17:45 | Irene Kipkorir             | Kenia                  | 2:45:40 |
| 26. Apr. 1998 | Fekadu Bekele             | Äthiopien          | 2:17:59 | Josefa Cruz                | Spanien                | 2:39:11 |
| 27. Apr. 1997 | Ignacio Alberto Cuba      | Kuba               | 2:16:01 | Sergia Martínez            | Kuba                   | 2:47:16 |
| 28. Apr. 1996 | Sergei Struganow          | Russland           | 2:19:26 | Montserrat Martínez        | Spanien                | 2:48:16 |
| 30. Apr. 1995 | Juan Antonio Crespo       | Spanien            | 2:19:20 | Alina Gubejewa             | Russland               | 2:48:54 |
| 24. Apr. 1994 | Abdelkader El Mouaziz     | Marokko            | 2:17:39 | Marina Iwanowa             | Russland               | 2:43:52 |
| 25. Apr. 1993 | Martin Vrábel             | Slowakei           | 2:16:13 | Alzira Lario               | Portugal               | 2:43:28 |
| 26. Apr. 1992 | Nada Saktay               | Tansania           | 2:14:17 | Jekaterina Chramenkowa     | Belarus                | 2:35:30 |
| 21. Apr. 1991 | John Burra                | Tansania           | 2:12:19 | Fabiola Rueda-Oppliger     | Schweiz                | 2:38:45 |
| 29. Apr. 1990 | José César de Souza -2-   | Brasilien          | 2:14:24 | Marina Prat                | Spanien                | 2:37:14 |
| 30. Apr. 1989 | José César de Souza       | Brasilien          | 2:15:16 | Elena Cobos                | Spanien                | 2:41:14 |
| 24. Apr. 1988 | Juan Antonio García Tineo | Spanien            | 2:14:32 | Czesława Mentlewicz        | Polen                  | 2:37:19 |
| 26. Apr. 1987 | José Angel Zapata         | Venezuela          | 2:20:38 | Mercedes Calleja           | Spanien                | 2:41:46 |
| 27. Apr. 1986 | Ramiro Matamoros          | Spanien            | 2:17:04 | Consuelo Alonso            | Spanien                | 2:43:21 |
| 28. Apr. 1985 | Antonio Canovas Rivas     | Spanien            | 2:22:31 | Joaquina Casas             | Spanien                | 2:48:55 |
| 29. Apr. 1984 | Rafael Carmona Páez       | Spanien            | 2:20:43 | Catherine Bayle            | Frankreich             | 2:58:19 |
| 24. Apr. 1983 | Francisco Medina          | Spanien            | 2:21:33 | April Powers               | Vereinigte Staaten     | 2:51:52 |
| 2. Mai 1982   | Roberto García            | Spanien            | 2:19:30 | Inez McLean                | Vereinigtes Königreich | 2:50:23 |
| 24. Mai 1981  | Odis Sanders              | Vereinigte Staaten | 2:19:44 | Gillian Adams              | Vereinigtes Königreich | 2:57:50 |
| 18. Mai 1980  | Raúl Víctor Llusá         | Argentinien        | 2:24:43 | Victoria García Negueruela | Spanien                | 3:29:50 |
| 20. Mai 1979  | Vicente Polo              | Spanien            | 2:23:14 | Julia Martín Montiel       | Spanien                | 3:31:26 |
| 21. Mai 1978  | Juan Manuel Sánchez Pérez | Spanien            | 2:24:49 | Matilde Gómez              | Spanien                | 3:35:47 |

### Entwicklung der Finisherzahlen
| Jahr | Marathon | davon Frauen | Halb- marathon | davon Frauen | 10 km | davon Frauen |
| ---- | -------- | ------------ | -------------- | ------------ | ----- | ------------ |
| 2017 | 10.394   | 1264         | 12.133         | 3785         | 5546  | 2617         |
| 2016 | 10.084   | 1096         | 9823           | 3092         | 5436  | 2631         |
| 2015 | 11.729   | 1192         | 7310           | 2391         | 5414  | 2470         |
| 2014 | 11.504   | 1018         | 5538           | 1656         | 5685  | 2434         |
| 2013 | 10.164   | 789          | 4779           | 1010         | 5393  | 2141         |
| 2012 | 9569     | 971          |                |              | 5369  | 1869         |
| 2011 | 8001     | 555          |                |              | 4132  | 1039         |
| 2010 | 7663     | 461          |                |              | 3141  | 810          |
| 2009 | 7945     | 490          |                |              | ---   |              |
| 2008 | 7335     | 393          |                |              | ---   |              |
| 2007 | 7702     | 421          |                |              | ---   |              |